# Rio Coşuşna
O Rio Coşuşna é um rio da Romênia, afluente do Bistriţa, localizado no distrito de Neamţ.